# Justified (album)
Justified è il primo album in studio del cantautore statunitense Justin Timberlake, pubblicato il 5 novembre 2002.

## Descrizione
Il disco è stato anticipato dal singolo Like I Love You, mentre successivamente vengono estratti, Cry Me a River (accompagnato da un videoclip che è rivolto all'ex-fidanzata Britney Spears cui la canzone è dedicata), Rock Your Body e Señorita. Il disco ha valso al cantante quattro nomination ai Grammy Awards, delle quali una al Grammy Award all'album dell'anno, e ha vinto il Grammy Award al miglior album pop vocale.

## Tracce
1. Señorita – 4:54 (Chad Hugo, Justin Timberlake, Pharrell Williams)
2. Like I Love You (feat. The Clipse) – 4:43 (Chad Hugo, Justin Timberlake, Pharrell Williams, G. Thornton, T. Thornton)
3. (Oh No) What You Got – 4:41 (Tim Mosley, Justin Timberlake)
4. Take It From Here – 6:14 (Chad Hugo, Justin Timberlake, Pharrell Williams)
5. Cry Me a River (feat. Timbaland) – 4:48 (Tim Mosley, Justin Timberlake, Scott Storch)
6. Rock Your Body – 4:27 (Chad Hugo, Justin Timberlake, Pharrell Williams)
7. Nothing' Else – 4:58 (Chad Hugo, Justin Timberlake, Pharrell Williams)
8. Last Night – 4:47 (Chad Hugo, Justin Timberlake, Pharrell Williams)
9. Still on My Brain – 4:35 (H. Mason Jr., D. Thomas, Justin Timberlake)
10. (And She Said) Take Me Now (feat. Janet Jackson & Timbaland) – 5:31 (Tim Mosley, Justin Timberlake, Scott Storch)
11. Right for Me (feat. Bubba Sparxxx) – 4:29 (Tim Mosley, Justin Timberlake)
12. Let's Take a Ride – 4:44 (Chad Hugo, Justin Timberlake, Pharrell Williams)
13. Never Again – 4:36 (Brian McKnight, Justin Timberlake)
14. Worthy of (traccia fantasma) – 4:09 (Justin Timberlake)

## Classifiche

### Classifiche settimanali
| Classifiche (2002-25) | Posizione massima |
| --------------------- | ----------------- |
| Australia             | 9                 |
| Austria               | 33                |
| Belgio (Fiandre)      | 10                |
| Belgio (Vallonia)     | 8                 |
| Canada                | 3                 |
| Danimarca             | 4                 |
| Finlandia             | 7                 |
| Francia               | 30                |
| Germania              | 11                |
| Irlanda               | 1                 |
| Italia                | 22                |
| Lituania              | 17                |
| Norvegia              | 9                 |
| Nuova Zelanda         | 5                 |
| Paesi Bassi           | 4                 |
| Portogallo            | 30                |
| Regno Unito           | 1                 |
| Stati Uniti           | 2                 |
| Svezia                | 21                |
| Svizzera              | 22                |

### Classifiche di fine anno
| Classifica (2002) | Posizione |
| ----------------- | --------- |
| Regno Unito       | 93        |
| Stati Uniti       | 119       |
| Classifica (2003) | Posizione |
| Australia         | 20        |
| Belgio (Fiandre)  | 21        |
| Belgio (Vallonia) | 30        |
| Francia           | 97        |
| Germania          | 29        |
| Irlanda           | 3         |
| Nuova Zelanda     | 12        |
| Paesi Bassi       | 10        |
| Regno Unito       | 2         |
| Stati Uniti       | 11        |
| Svezia            | 54        |
| Svizzera          | 31        |